# NEOS — Новая Австрия и Либеральный форум
NEOS — Новая Австрия (нем. NEOS – Das Neue Österreich), с 2014 года ― NEOS — Новая Австрия и Либеральный форум (нем. NEOS – Das Neue Österreich und Liberales Forum) ― либеральная политическая партия в Австрии, основанная в 2012 году. Лидером партии является Беате Майнль-Райзингер (с 2018).

## История
Партия была основана в октябре 2012 года и уже в 2013 году приняла участие в парламентских выборах по совместному избирательному списку с партиями Молодые либералы Австрии и Либеральный форум. На этих выборах, которые состоялись 29 сентября 2013 года, NEOS — Новая Австрия получила 4,9 % голосов избирателей и 9 мест в Национальном совете Австрии.
25 января 2014 NEOS формально поглотила партию Либеральный форум, после чего название партии было изменено на «NEOS — Новая Австрия и Либеральный форум». В марте 2014 года в состав объединённой партии также вошли ранее независимые Молодые либералы (JuLis), которые затем образовали молодёжное крыло партии под названием «JUNOS — молодые либералы NEOS».
Партия NEOS стала полноправным членом Альянса либералов и демократов за Европу (АЛДЕ) 2 мая 2014 года.
На выборах в Европейский парламент в Австрии, прошедших 25 мая 2014 года, партия получила 8,1 % голосов избирателей, тем самым, завоевав одно место в Европарламенте.

## Политическая позиция
Партия поддерживает идеи прямой демократии, выступает за более частое проведение референдумов и отмену воинской обязанности, а также против увеличения налога на недвижимость и государственное финансирование политических партий. Сторонники увеличения рабочих мест, сокращения госдолга и снижения налогов.
В социальной сфере партия выступает за приём беженцев после долгих проверок, но в то же время желает установить ограничения на воссоединения их семей и ограничения на пособия. Партия не считает нужным привлекать беженцев в сельское хозяйство и туриндустрию. Несмотря на в целом благосклонное отношение к беженцам, её руководство считает нужным ужесточить ответственность для нелегальных перевозчиков мигрантов. Выступает за привлечение в Австрию иностранных граждан с высшим образованием.
НЕОС против тотального контроля в обществе, считая это перегибом. Сторонники однополых браков и расширения прав ЛГБТ. В то же время, партия поддерживает многодетность и многодетные семьи и считает важным создание графика работы для многодетных родителей, который не отнимал бы у них время на семью.

## Председатели
- Маттиас Штрольц[англ.] (2012—2018)
- Беате Майнль-Райзингер (с 2018)